# 热觉茶卡
热觉茶卡，位于中国西藏自治区那曲市尼玛县境内，地处尼玛县中西部。湖面海拔4751米，面积20平方公里。湖区气候干寒，年均气温-6℃，年均降水量100～150毫米。湖水主要靠地表径流补给。